# Biały delfin Um
Biały delfin Um (oryg. Oum le dauphin blanc) – serial animowany dla dzieci produkcji francuskiej z 1971. Głównym bohaterem był tytułowy biały delfin o imieniu Um i jego przyjaciele: chłopiec Janek (Yann), dziewczynka imieniem Marina, wujek Patrick, zwierzak Mariny koala Raul (Raôul), leniwiec Flem i kruk Sebastian (Jean-Sébastien), władający językiem delfinów. Serial miał premierę w Polsce w kinie Teleferii. Potem był emitowany w ramach programu 5-10-15.
W 2015 powstał remake serialu, który był emitowany w Polsce na kanale teleTOON+ od 22 czerwca 2015.
- Produkcja: Telcia films, Saga films
- Początek produkcji: 1970
- Premiera we Francji: 1971
- liczba odcinków: 13
- Realizacja: René Borg
- Scenariusz: Vladimir Tarta
- Projekt postaci: Marc Bonnet
- Dekoracje: Marc Bonnet
- Muzyka: Michel Legrand, Vladimir Cosma

## Wersja polska
Polska wersja telewizyjna: Studio Opracowań Filmów w Warszawie

Reżyser: Maria Piotrowska

Tekst:
- Maria Etienne (odc. 1-4, 11-20)
- Krystyna Uniechowska (odc. 5-10)

Operator dźwięku:
- Stanisław Uszyński
- Alina Hojnacka (odc. 17-20)

Montaż: Halina Ryszowiecka

Kierownik produkcji: Mieczysława Kucharska

W wersji polskiej udział wzięli:
- Ilona Kuśmierska – Janek
- Mirosław Wieprzewski – Sebastian
- Włodzimierz Bednarski – dziadek
- Jolanta Wołłejko
- Tadeusz Włudarski

i inni